# Portanus tesselatus
Portanus tesselatus är en insektsart som beskrevs av Henry Fairfield Osborn 1909. Portanus tesselatus ingår i släktet Portanus och familjen dvärgstritar. Inga underarter finns listade i Catalogue of Life.